# Ronald Fedkiw
Ronald Paul "Ron" Fedkiw, (uttalas: ˈfɛdkoʊ) född 27 februari 1968, är en docent på Stanford University.